# 牧田村 (岐阜県)
牧田村（まきだむら）は、かつて岐阜県養老郡に存在した町である。
合併で上石津村（後の上石津町）になり、現在は大垣市上石津地域自治区の北部である。牧田川、藤古川沿いに位置する。

## 歴史
- 江戸時代末期、この地域は美濃国石津郡であり、天領、今尾藩領、大垣藩領などであった。
- 1878年（明治11年） - 石津郡は上石津郡と下石津郡に分割され、この地域は上石津郡となる。
- 1889年（明治22年）7月1日 - 町村制により上石津郡牧田村が村制施行。
- 1897年（明治30年）4月1日[1] - 郡制に基づき、上石津郡と多芸郡の一部が合併し、養老郡になる。
- 1897年（明治30年）4月1日 - 牧田村、乙坂村が合併し、牧田村となる。
- 1955年（昭和30年）1月15日 - 時村、多良村、一之瀬村と合併し、上石津村となる。同日、牧田村廃止。

## 小字
- 大字牧田
  - 門前、平井、上野、和田、萩原、一色、二俣、山村、南山
- 大字乙坂
  - 村之尾、東山、池田、宮東、谷東、谷西、新開、中島、出口、川原筋、岩渕、下河原

## 学校
- 牧田村立牧田小学校（現・大垣市立牧田小学校）
- 組合立日彰中学校（1975年に､時中学校・多良中学校・日彰中学校が統合。現・大垣市立上石津中学校）

## 神社・仏閣
- 麦房神社
- 聞光寺
- 林正寺

## 人物
- 味田孫兵衛[2]